# Henry Marion Durand
Henry Marion Durand, född 1812, död 1871, var en brittisk militär och ämbetsman. Han var far till Henry Mortimer Durand.
Durand deltog 1839 i kriget mot Afghanistan, var 1844-46 brittisk kommissarie i Tenasserim och sedan brittisk agent vid ett flertal indiska hov, slutligen i Indore, där han genom sin kloka diplomati vid Sepoyupprorets utbrott förstod att trygga britternas ställning i Centralindien. 1859 blev han medlem av Indiens råd och var 1861-65 utrikessekreterare vid centralregeringen i Calcutta, 1867 generalmajor och 1870 vice guvernör över Pendjab. Durand författade en History of the first Afgan war (1879).